# Jessica Gal
Jessica Shelley Isabel Gal (Amsterdam, 6 juli 1971) is een Nederlands voormalig judoka, die namens Nederland viermaal deelnam aan de Olympische Spelen. 
Gal, dochter van een Hongaarse vader en een Amerikaanse moeder, was in 1988 op zeventienjarige leeftijd aanwezig op de Spelen van Seoel, maar toen had het vrouwenjudo nog geen officiële olympische status en fungeerde het als demonstratiesport. Gal viel in Zuid-Korea niet in de prijzen. 
Bij de Spelen van Barcelona (1992) eindigde Gal, toen uitkomend in het half-lichtgewicht (tot 52 kilogram), als vijfde. Ook bij de Spelen van Atlanta (1996) en de Spelen van Sydney (2000) slaagde de pupil van trainer Cor van der Geest er niet in een medaille te winnen. Na 'Sydney' beëindigde ze haar actieve judoloopbaan. 
Gal was actief in de categorie tot 57 kilogram. Ze behaalde in tien jaar tijd achttien nationale titels bij de vrouwen. Daarnaast werd ze viermaal Europees kampioen en werd ze driemaal derde op wereldkampioenschappen. 
Ze voltooide in de tussentijd haar gymnasiumopleiding op het Vossius Gymnasium in Amsterdam en studeerde medicijnen. Ze rondde in 1998 haar artsenstudie af, waarna ze in combinatie met haar topsportbeoefening specialistisch onderzoek deed. Na haar actieve sportcarrière begon Gal in 2001 aan een opleiding tot sportarts en trad ze als begeleidend ploegarts in dienst bij de Nederlandse vrouwenhockeyploeg onder leiding van bondscoach Marc Lammers. In april 2009 begon zij in Amsterdam een eigen sportmedisch adviescentrum.
Haar oudere zus Jenny was ook judoka en nam later de Italiaanse nationaliteit aan.

## Trivia
Op 31 december 2013 deed ze mee aan de televisiequiz De Slimste Mens.

## Erelijst

### Wereldkampioenschappen
- 1987 – Essen, West-Duitsland (-48 kg)
- 1989 – Belgrado, Joegoslavië (-48 kg)
- 1993 – Hamilton, Canada (-56 kg)
- 1999 – Birmingham, Verenigd Koninkrijk (-57 kg)

### Europese kampioenschappen
- 1988 – Pamplona, Spanje (-48 kg)
- 1989 – Helsinki, Finland (-56 kg)
- 1991 – Praag, Tsjecho-Slowakije (-52 kg)
- 1992 – Parijs, Frankrijk (-52 kg)
- 1994 – Gdansk, Polen (-56 kg)
- 1995 – Birmingham, Verenigd Koninkrijk (-56 kg)
- 1996 – Den Haag, Nederland  (-56 kg)
- 2000 – Wrocław, Polen  (-57 kg)